# Oborín
Oborín é um município da Eslováquia, situado no distrito de Michalovce, na região de Košice. Tem 43,78 km² de área e sua população em 2018 foi estimada em 731 habitantes.

## Demografia
| Ano:        | 1994 | 2004   | 2014   | 2024   |
| ----------- | ---- | ------ | ------ | ------ |
| Broj ljudi: | 657  | 710    | 728    | 687    |
| Razlika:    |      | +8,06% | +2,53% | -5,63% |

| Ano:               | 2023 | 2024   |
| ------------------ | ---- | ------ |
| Número de pessoas: | 676  | 687    |
| Diferença:         |      | +1,62% |